# Lekker Windje
Lekker Windje is een humoristisch jeugdprogramma dat voor Ketnet gemaakt is door het Vlaams productiehuis Conception en in oktober 2012 gelanceerd werd.

## Format
Een tekenaar schetst in beeld een paar keer op de zwarte studiowanden een decor, waarin telkens één of meer korte sketches worden gespeeld door enkele acteurs. 
Terugkerende typetjes en personages zijn :
- schoolmeester en leerling(en);
- spelende kinderen, vaak op het strand of in de speeltuin;
- huisdokter en patiënt (meestal schooljongen Felix);
- schooljongen Daan thuis met strijkende vader en luie grootmoeder;
- gevangenen, al dan niet met cipier;
- politieagent en bengel(s);
- ober en gast(en);
- geestesgestoorden in surrealistische illusie.

Tussendoor komen af en toe één of twee kinderen (een) mop(jes) vertellen, veelal geïllustreerd door eenvoudige krijttekening-animatie op een groene achtergrond.
De rode draad, waarvan ook de titel komt, is dat minstens bij begin en einde een personage een wind laat, die door de ander of anderen eerst gesmaakt en daarna huiverend herkend wordt.

## Acteurs
Verschillende meer of minder bekende acteurs spelen een of meerdere rollen: Kristof Verhassel, Günther Lesage (met name volwassen rollen zoals de schoolmeester), Katrien De Ruysscher, Liesa Naert, Patrick Vervueren, Gilles De Schryver, Stijn Van Opstal, Tom Audenaert en Dominique Collet.